# EuroCity Brussel - Parijs
De EuroCity Brussel - Parijs is een reeks internationale treinverbindingen tussen Parijs en Brussel over klassiek spoor, onder de treincategorie EuroCity. Deze treinverbindingen waren vanaf 1987 de snelste tussen deze twee hoofdsteden (en deels verder tot Amsterdam) tot ze in 1996 werden stopgezet bij de komst van de hogesnelheidstrein. In 2024 kwam er opnieuw een EuroCity Brussel - Parijs.  

## Geschiedenis

### Voorgeschiedenis
Brussel en Parijs waren de eerste hoofdsteden die per spoor met elkaar verbonden werden, in 1846.

### Invoering
Op 31 mei 1987 werden bij de invoering van het EuroCity-net vier Trans Europ Express (TEE) op deze verbinding overgenomen. In tegenstelling tot de TEE kenden deze treinen naast eerste klas voortaan ook tweede klas.

#### Treindiensten 1987-1995
Deze treinen reden op de onderstaande verbindingen. De treinnummers en -route zijn weergegeven volgens de situatie ter tijde van de instelling van de dienst. Wijzigingen en details staan in het betreffende artikel. Het indexnummer is de volgorde van instelling van de dienst.
| Treinnummer | Naam           | Traject | Bedrijf   | Eerste rit  | Laatste rit     | Indexnr. |
| ----------- | -------------- | --- | --------- | ----------- | --------------- | -------- |
| EC 83/86    | Brabant        | Paris Nord – Brussel-Zuid | SNCF      | 31 mei 1987 | 22 mei 1993     | 1987.56  |
| EC 87/82    | Étoile du Nord | Paris Nord – Brussel-Zuid – Brussel-Noord – Antwerpen-Berchem – Roosendaal – Rotterdam CS – Den Haag HS – Amsterdam CS            | SNCF      | 31 mei 1987 | 22 januari 1995 | 1987.53  |
| EC 80/85    | Île de France  | Paris Nord – St. Quentin – Brussel-Zuid – Brussel-Noord – Antwerpen-Berchem – Roosendaal – Rotterdam – Den Haag HS – Amsterdam CS | SNCF/NMBS | 31 mei 1987 | 22 mei 1993     | 1987.54  |
| EC 81/84    | Rubens         | Paris Nord – Brussel-Zuid | NMBS/SNCF | 31 mei 1987 | 22 mei 1993     | 1987.55  |

Er waren haltes in Bergen (Mons), Aulnoye-Aymeries en Saint-Quentin.

### TEE (1993-1996)
De EC-treinen tussen Brussel en Parijs werden vanaf 1993/1994, tot de komst van de Thalys in 1996, geclassificeerd als TEE (weliswaar met 1e en 2e klasse), hoewel die treincategorie reeds jaren daarvoor was afgeschaft. Er wordt beweerd dat dit gedaan werd om in bepaalde gevallen het EC-reglement te omzeilen, o.a. bij restitutie van reisgelden bij vertraging.

### Afschaffing
De EuroCity's ("TEE") tussen België en Frankrijk werden in 1996 vervangen door hogesnelheidstrein Thalys, die vanaf 2023 onder de merknaam van het fusiebedrijf Eurostar rijdt. Thalys had daarnaast tussen 2016 en 2022 een goedkoper aanbod tussen de twee hoofdsteden met IZY, dat in Frankrijk op klassiek spoor reed, maar geen tussenhaltes had.

### EuroCity tijdens Olympische Spelen 2024
Vanaf 24 juli 2024 rijden de NMBS en de SNCF opnieuw EuroCity-treinen tijdens de Olympische Spelen (twee treinparen) en de Paralympische zomerspelen (een treinpaar) tussen Brussel, Bergen (Mons) en Parijs. De NMBS zet hiervoor I11-rijtuigen in, getrokken door een HLE 18 (zonder actief stuurstandrijtuig).. Deze treinen reden in beide landen in open-access, binnenlandse trajecten of vervoerbewijzen waren niet toegestaan en er was een Saver en een Semi-Flex ticketprijs, steeds gebonden aan een bepaalde treinrit (treinbinding). Er is daardoor een plaats gegarandeerd, maar er is geen zitplaatsreservering.

### Ouigo
Vanaf 19 december 2024 voerden de NMBS en de SNCF een vaste treinverbinding Brussel - Parijs in van drie treinparen per dag over klassiek spoor, opnieuw met de I11-rijtuigen maar ditmaal onder het merk en in de kleuren van Ouigo.
Er waren treinpaden aangevraagd voor vijf treinparen per dag.